# بروكس وود
بروكس وود (بالإنجليزية: Brooks Crompton Wood)‏ هو سياسي بريطاني (وحمل سابقاً جنسية المملكة المتحدة لبريطانيا العظمى وأيرلندا)، ولد في 27 مارس 1870، وتوفي في 29 يوليو 1946. حزبياً، نشط في حزب العمال وحزب المحافظين. في الانتخابات العامة في المملكة المتحدة 1924 ‏، انتخب عضو برلمان المملكة المتحدة الـ34 عن دائرة بريجواتر (29 أكتوبر 1924 – 10 مايو 1929).